# Туела (округ, Юта)
Шаблон:StateAbbr_ 40°27′ пн. ш. 113°11′ зх. д. / 40.45° пн. ш. 113.18° зх. д.
Округ Туела (англ. Tooele County) — округ (графство) у штаті Юта, США. Ідентифікатор округу 49045.

## Історія
Округ утворений 1852 року.

## Демографія
За даними перепису 2000 року загальне населення округу становило 40735 осіб, зокрема міського населення було 30773, а сільського — 9962. Серед мешканців округу чоловіків було 20056, а жінок — 20679. В окрузі було 12677 домогосподарств, 10126 родин, які мешкали в 13812 будинках. Середній розмір родини становив 3,51.
Віковий розподіл населення поданий у таблиці:
| Стать    | До 15 років | 15-21 | 22-29 | 30-39 | 40-49 | 50-65 | 65-85 | Понад 85 |
| -------- | ----------- | ----- | ----- | ----- | ----- | ----- | ----- | -------- |
| Чоловіки | 6065        | 2224  | 2479  | 3158  | 2519  | 2300  | 1227  | 84       |
| Жінки    | 5812        | 3037  | 2707  | 2860  | 2440  | 2159  | 1487  | 177      |

## Суміжні округи
- Бокс-Елдер — північ
- Вебер — північний схід
- Девіс — схід
- Солт-Лейк — схід
- Юта — схід
- Джуеб — південь
- Вайт-Пайн, Невада — південний захід
- Елко, Невада — захід

## Виноски
1. ↑  US Decennial Census. United States Census Bureau. Архів оригіналу за 12 травня 2015. Процитовано 26 червня 2015.
2. ↑  Historical Census Browser. University of Virginia Library. Архів оригіналу за 11 серпня 2012. Процитовано 26 червня 2015.
3. ↑  Forstall, Richard L., ред. (27 березня 1995). Population of Counties by Decennial Census: 1900 to 1990. US Census Bureau. Архів оригіналу за 3 квітня 2015. Процитовано 26 червня 2015.
4. ↑  Census 2000 PHC-T-4. Ranking Tables for Counties: 1990 and 2000 (PDF). US Census Bureau. 2 квітня 2001. Архів оригіналу (PDF) за 18 грудня 2014. Процитовано 26 червня 2015.
5. ↑  State & County QuickFacts. Бюро перепису населення США. Архів оригіналу за 25 лютого 2016. Процитовано 30 грудня 2013. [Архівовано 2016-02-25 у Wayback Machine.](англ.) Наведено за англійською вікіпедією.
6. ↑  American FactFinder. Бюро перепису населення США. Архів оригіналу за 26 лютого 2012. Процитовано 31 січня 2008. [Архівовано 2008-05-21 у Wayback Machine.]

| США | Це незавершена стаття з географії США. Ви можете допомогти проєкту, виправивши або дописавши її. |